# USA 3000 Airlines
USA 3000 Airlines (code AITA : U5 ; code OACI : GWY) est une ancienne compagnie aérienne américaine à bas coûts, basée à Newtown Square, en Pennsylvanie. 

## Histoire
De son vrai nom Brendan Airways, USA 3000 Airlines a été fondée par Apple Vacations, un voyagiste du nord-est des États-Unis. La licence de vol d'USA 3000 Airlines est au nom de « Brendan Airways ». Cependant, pour des raisons commerciales, le nom de la compagnie est USA 3000 Airlines, ainsi que l'indiquent les uniformes, les avions, les publicités, le site web, etc. Elle cesse ses activités fin janvier 2012.

## Destinations
-Chicago
-Pékin

## Flotte
La plupart des appareils sont des Airbus achetés neufs, bien que quelques avions soient loués à d'autres compagnies.
Elle exploite une flotte d'Airbus A320.